# Distretto di Gaibandha
Il distretto di Gaibandha è un distretto del Bangladesh situato nella divisione di Rangpur. Si estende su una superficie di 2114,77 km² e conta una popolazione di 2.379.255 abitanti (censimento 2011).

## Suddivisioni amministrative
Il distretto si suddivide nei seguenti sottodistretti (upazila):
- Fulchhari
- Gaibandha Sadar
- Gobindaganj
- Palashbari
- Sadullapur
- Saghata
- Sundarganj